# Brežnjevljeva doktrina
Brežnjevljeva doktrina bila je sovjetska politička doktrina, koju je predstavio Leonid Brežnjev u govoru na Petome kongresu Poljske ujedinjene radničke partije, dana 13. studenoga 1968. Glasila je:
- Kada snage koje su neprijatelji socijalizma pokušaju preokrenuti razvoj neke socijalističke države u pravcu kapitalizma, to nije samo problem te zemlje, već zajednički problem i briga svih socijalističkih zemalja.

Ono što se podrazumijevalo u ovoj doktrini jest kako rukovodstvo Sovjetskog Saveza zadržava za sebe pravo definirati „socijalizam” i „kapitalizam”. U praksi, to je značilo kako nijednoj državi nije dozvoljeno napustiti Varšavski pakt ili ugroziti monopol komunističke partije te zemlje na vlasti. Doktrina je poslužila opravdanju invazije na Čehoslovačku koja je okončala Praško proljeće 1968. i sovjetsku invaziju na Afganistan 1979. Tom je prilikom i uveden termin ograničeni suverenitet. Brežnjevljevu je zamijenila Sinatrina doktrina, 1988.